# Lepele-Nkumpi
Lepele-Nkumpi – gmina w Republice Południowej Afryki, w prowincji Limpopo, w dystrykcie Capricorn. Siedzibą administracyjną gminy jest Chuniespoort.